# Mała księżniczka (film 1917)
 Mała księżniczka (ang. The Little Princess) – amerykański film niemy z 1917 w reżyserii Marshalla Neilana. Adaptacja powieści Frances Hodgson Burnett.

## Obsada
- Mary Pickford
- Norman Kerry
- ZaSu Pitts
- Gertrude Short
- Theodore Roberts
- Loretta Blake